# Fukulóza
Fukulóza (též se používá název 6-deoxytagatóza) je ketózový šestiuhlíkatý deoxysacharid.
Fukulóza je součástí metabolismu sacharidů. Vzniká z L-fukózy působením L-fukózaizomerázy a za katalýzy L-fukulózakinázou se mění na L-fukulóza-1-fosfát.